# Корніш (Оклахома)
Корніш (англ. Cornish) — місто (англ. town) в США, в окрузі Джефферсон штату Оклахома. Населення — 110 осіб (2020).

## Географія
Корніш розташований за координатами 34°9′49″ пн. ш. 97°35′48″ зх. д. / 34.16361° пн. ш. 97.59667° зх. д. (34.163714, -97.596713).  За даними Бюро перепису населення США в 2010 році місто мало площу 1,46 км², уся площа — суходіл.

## Демографія
Згідно з переписом 2010 року, у місті мешкали 163 особи в 58 домогосподарствах у складі 44 родин. Густота населення становила 112 особи/км².  Було 70 помешкань (48/км²).
Расовий склад населення:
| - 74,2 % — білих - 19,0 % — корінних американців - 1,2 % — азіатів |

До двох чи більше рас належало 5,5 %. Частка іспаномовних становила 12,3 % від усіх жителів.
За віковим діапазоном населення розподілялося таким чином: 27,0 % — особи молодші 18 років, 58,3 % — особи у віці 18—64 років, 14,7 % — особи у віці 65 років та старші. Медіана віку мешканця становила 42,5 року. На 100 осіб жіночої статі у місті припадало 109,0 чоловіків;  на 100 жінок у віці від 18 років та старших — 105,2 чоловіків також старших 18 років.
Середній дохід на одне домашнє господарство  становив 51 980 доларів США (медіана — 36 250), а середній дохід на одну сім'ю — 48 949 доларів (медіана — 37 188). Медіана доходів становила 32 500 доларів для чоловіків та 30 625 доларів для жінок. За межею бідності перебувало 29,1 % осіб, у тому числі 39,3 % дітей у віці до 18 років та 0,0 % осіб у віці 65 років та старших.
Цивільне працевлаштоване населення становило 76 осіб. Основні галузі зайнятості: сільське господарство, лісництво, риболовля — 25,0 %, будівництво — 22,4 %, освіта, охорона здоров'я та соціальна допомога — 21,1 %.